# 토탈 드라마: 섬의 복수
《토탈 드라마: 섬의 복수》(Total Drama: Revenge of the Island)은 캐나다의 텔레비전 애니메이션 토탈 드라마의 네 번째 시즌이다. 2012년 1월 5일부터 4월 12일까지 방영됐다.